# Província de Govisümber
Govisümber (en mongol:Говьсүмбэр), literalment "Muntanya èpica Sumber del Gobi") és una de les 21 províncies (aimags) de Mongòlia. La seva capital és la ciutat de Choir.
Ocupa una superfície de 5.542 km² i té una població (2008) de 13.315 habitants.